# Trestoncideres
Trestoncideres is een kevergeslacht uit de familie van de boktorren (Cerambycidae). De wetenschappelijke naam van het geslacht werd voor het eerst geldig gepubliceerd in 1990 door Martins & Galileo.

## Soorten
Trestoncideres omvat de volgende soorten:
- Trestoncideres albiventris Martins & Galileo, 2005
- Trestoncideres laterialba Martins & Galileo, 1990
- Trestoncideres santossilvai Nearns & Tavakilian, 2012